# Madonna delle Cave
La Madonna delle Cave è un dipinto tempera su tavola (32x29,6 cm) di Andrea Mantegna, databile al 1488-1490 e conservato nella Galleria degli Uffizi di Firenze.

## Storia
La datazione dell'opera si affida alla testimonianza di Giorgio Vasari che, descrivendola nelle collezioni di Francesco I de' Medici, l'attribuiva al soggiorno romano dell'artista. Alcuni hanno legato l'opera a una richiesta di Lorenzo de' Medici al grande maestro padovano, contenuta in una lettera del carteggio mediceo.
Alcuni storici hanno cercato di proporre una datazione diversa basandosi sulla cifra stilistica del dipinto, ma il ricorrere di certi temi nell'opera mantegnesca, come la presenza di sfondi aspri e rocciosi, rendono estremamente difficile giungere a una cronologia certa dei lavori non datati.

## Descrizione e stile
La Vergine col Bambino in braccio è seduta in primo piano, forse sulla cima del monte del Calvario, sullo sfondo di un ispido sperone roccioso, definito da alcuni "un falò di pietra scistosa, percorso dal vibrare del tramonto". Il nome dell'opera deriva dalla cava di pietra che si vede in lontananza sulla destra, dove alcuni operai sono intenti a ricavare un lastrone, un pezzo di fusto di colonna e un capitello; più in basso, davanti a una grotta, alcuni lavorano a un sarcofago, allusione al sepolcro di Cristo che prefigura il destino del fanciullo. La metà sinistra dello sfondo è invece decorata da una strada, dove passeggiano alcuni personaggi e un pastore col suo gregge, un campo dove alcuni contadini stanno raccogliendo il fieno e, più in lontananza, un castello e una strada che conduce a una lontana città circondata da mura.
Il passaggio tra l'ombra della metà destra dello sfondo e la luce della metà sinistra è stato interpretato come un'allegoria della Redenzione, che passa attraverso l'intermediazione di Cristo e della Chiesa, simboleggiata da Maria (Hartt). Alcuni poi hanno voluto riconoscere un luogo preciso nell'ambientazione, secondo Fiocco Carrara, secondo Kristeller il monte Bolca in località Roncà, tra Vicenza e Verona.
La chiarissima luce del cielo si diffonde con estrema sensibilità, arrivando a smangiare i bordi del colle in lontananza e anche della gigantesca rupe.